# Vikingemuseet Lindholm Høje
Vikingemuseet Lindholm Høje er et historisk museum i Nørresundby, ved gravpladsen Lindholm Høje. Museet beskriver gravpladsen og de mange grave fra jernalderen og vikingetiden, og indeholder arkæologiske fund fra området. Det er i dag en del af Nordjyllands Historiske Museum. Om sommeren bliver der afholdt et historisk marked ved museet.

## Historie
I 1992 åbnede Lindholm Høje Museum i nye bygninger, der blev finansieret af Aalborg Portland. De blev tegnet af arkitekterne Dam & Bengaard  Fra 2004 er museet en del af Nordjyllands Historiske Museum. Bygningerne blev udvidet i 2008 med støtte fra A.P. Møller og Hustru Chastine Mc-Kinney Møllers Fond til almene Formaal. Museet udstiller mange af fundene fra udgravningerne og demonstrerer samtidigt livet her i vikingetiden og jernalderen.